# Diego Malisan
Diego Malisan (Torviscosa, 22 dicembre 1950) è un ex calciatore italiano, di ruolo difensore.

## Carriera
Dopo gli esordi in Serie D con la S.A.I.C.I. Torviscosa, si trasferisce alla Reggiana, con cui ottiene una promozione in Serie B al termine del campionato 1970-1971.
Con la Reggiana disputa sei campionati di seconda serie, per un totale di 72 presenze.
Nel 1975 passa alla Lucchese, in Serie C.
Rientrato nella regione d'origine, disputa ancora due campionati nei semiprofessionisti a Palmanova (Udine) in serie D.

## Palmarès

### Club

#### Competizioni nazionali
- Serie C: 1

Reggiana: 1970-1971